# Maii jezik
Maii jezik (mae-morae, mafilau, mkir; ISO 639-3: mmm), jedna od dva jezika podskupine bieria-maii, šira Sjeverna i centralna vanuatska skupina, kojim govori oko 180 ljudi na otoku Epi u Vanuatuu.
Govori se u selu Mafilau, južno od govornog područja baki i sjeverno od područja bieria.

## Vanjske poveznice
- Ethnologue (14th)
- Ethnologue (15th)